# Agustín Calleri
Agustín Calleri (1976. szeptember 14. –) argentin hivatásos teniszező. Kedvenc borítása a salak: pályafutása során 2 egyéni tornagyőzelmét ilyen pályákon aratta. 3 páros ATP tornát is megnyert emellett

## ATP döntői

### Egyéni

#### Győzelmei (2)
| Tornagyőzelmek (Egyéni) |
| Grand Slam (0)          |
| Tennis Masters Cup (0)  |
| ATP Masters Series (0)  |
| ATP Tour (2)            |

| No. | Dátum            | Helyszín            | Borítás | Ellenfél a döntőben | Eredmény a döntőben |
| 1.  | 2003. március 2. | Acapulco, Mexikó    | Salak   | Mariano Zabaleta    | 7–5 3–6 6–3         |
| 2.  | 2006. július 24. | Kitzbühel, Ausztria | Salak   | Juan Ignacio Chela  | 7–6(9) 6–2 6–3      |

#### Elvesztett döntői (6)
| No. | Dátum               | Helyszín                             | Borítás | Ellenfél a döntőben         | Eredmény a döntőben |
| 1.  | 2002. február 25.   | Buenos Aires, Argentína              | Salak   | Nicolas Massu               | 2–6, 7–6(5), 6–2    |
| 2.  | 2003. április 8.    | Estoril, Portugália                  | Salak   | Nyikolaj Davigyenko         | 6–4, 6–3            |
| 3.  | 2003. május 19.     | Hamburg, Németország                 | Salak   | Guillermo Coria             | 6–3, 6–4, 6–4       |
| 4.  | 2004. március 1.    | Costa Do Sauipe, Brazília            | Salak   | Gustavo Kuerten             | 3–6, 6–2, 6–3       |
| 5.  | 2005. július 25.    | Amersfoort, Hollandia                | Salak   | Fernando González Ciuffardi | 7–5, 6–3            |
| 6.  | 2006. augusztus 28. | New Haven, Amerikai Egyesült Államok | Kemény  | Nyikolaj Davigyenko         | 6–4, 6–3            |

### Páros

#### Győzelmei (3)
| Tornagyőzelmek (Páros) |
| Grand Slam (0)         |
| Tennis Masters Cup (0) |
| ATP Masters Series (0) |
| ATP Tour (3)           |

| No. | Dátum             | Helyszín                | Borítás     | Partner                     | Ellenfelei a döntőben          | Eredmény a döntőben |
| 1.  | 2003. február 17. | Viña del Mar, Chile     | Salak       | Mariano Hood                | František Čermák / Leoš Friedl | 6–3, 1–6, 6–4       |
| 2.  | 2005. október 31. | Bázel, Svájc            | Szőnyeg (f) | Fernando González Ciuffardi | Stephen Huss / Wesley Moodie   | 7–5, 7–5            |
| 3.  | 2008. február 24. | Buenos Aires, Argentína | Salak       | Luis Horna                  | Werner Eschauer / Peter Luczak | 6–0, 66-7, 10-2     |